# Et-Távun FC
Az Et-Távun FC egy szaúd-arábiai labdarúgócsapat, amelynek székhelye Burajdah városában található. A klub a szaúd-arábiai első osztályban, a Pro League-ben szerepel. Hazai mérkőzéseit a 25 000 néző befogadására alkalmas Abdulláh Király Sportváros Stadionban játssza.

## Sikerlista
- Király Kupa
  - Győztes (1): 2019
  - Döntős (2): 1990, 2020–21

- First Division League
  - Feljutó (3): 1994–95, 1996–97, 2009–10

- Second Division League
  - Feljutó (1): 1977–78

- Szaúdi Szuperkupa
  - Döntős (1): 2019

## További hivatkozások
- Hivatalos honlapja Archiválva 2023. július 9-i dátummal a Wayback Machine-ben